# یواس‌ان‌اس میشن سانتا باربارا (تی-ای‌او-۱۳۱)
یواس‌ان‌اس میشن سانتا باربارا (تی-ای‌او-۱۳۱) (به انگلیسی: USNS Mission Santa Barbara (T-AO-131)) یک کشتی بود که طول آن 524 ft (160 m) بود. این کشتی در سال ۱۹۴۴ ساخته شد.